# 花ノ牧
花ノ牧（はなのまき）は、新潟県新潟市江南区の町字。郵便番号は950-0325。

## 概要
1889年（明治22年）から現在までの大字。信濃川と小阿賀野川の合流地点に位置する。もとは江戸時代から1889年（明治22年）まであった花ノ牧村の区域の一部で、農業地帯を形成する。

### 隣接する町字
北から東回り順に、以下の町字と隣接する。
- 嘉瀬
- 酒屋町
- 上和田

※信濃川を挟んで獺ケ通と隣接。

## 歴史
弘治から永禄年間ごろの開発とされる。
- 1889年（明治22年）4月1日 : 合併により和舞村の大字となる。
- 1901年（明治34年）11月1日 : 合併により両川村の大字となる。
- 1957年（昭和32年）5月3日 : 合併により新潟市の大字となる。
- 2007年（平成19年）4月1日 : 新潟市の政令指定都市移行により、江南区の大字となる。

## 世帯数と人口
2018年（平成30年）1月31日現在の世帯数と人口は以下の通りである。
| 大字   | 世帯数 | 人口  |
| ------ | ------ | ----- |
| 花ノ牧 | 73世帯 | 204人 |

## 小・中学校の学区
市立小・中学校に通う場合、学区は以下の通りとなる。
| 番地 | 小学校             | 中学校             |
| ---- | ------------------ | ------------------ |
| 全域 | 新潟市立両川小学校 | 新潟市立両川中学校 |

## 交通

### 道路
- 新潟県道1号新潟小須戸三条線